# 第35歩兵師団 (ドイツ国防軍)
第35歩兵師団(35. Infanterie-Division)は、ドイツ陸軍の歩兵師団である。1936年に編成され、主に東部戦線において行動していた。

## 概要
第35歩兵師団は1936年10月1日、カールスルーエの第5軍管区で編成された。1939年8月末に動員された後、師団はライン川上流域に移動し、バーデン・バーデン以西の西方の壁に配備された。10月に師団は移動され、OKH予備軍としてハイルブロン地区に移管された。11月には、ライン川下流へ移送が行われた。12月、師団の3分の1の兵員が「第101軽歩兵師団(後に第101猟兵師団に改編)」に引き渡された。

## 西部戦線
1940年5月10日から西部戦線に参加し、エバン・エマール要塞の北にあるヘルツォーゲンラート地区のオランダとベルギーの国境の要塞を突破した。師団はその後、ムース運河、ムース＝シェルト運河、アルベール運河を横断し、ダイレに到達した。フランス侵攻作戦において師団はB軍集団予備軍として配備され、戦闘には参加しなかった。フランス占領後、師団はベルギーに移され海峡沿岸の警備に使用された。同師団は当地においてイギリス上陸(アシカ作戦)の為の訓練を行っていた。

## 東部戦線
1941年4月末、師団は東プロイセンに移管され、スヴァウキに移された。6月22日からは独ソ戦に参加しバルト海国境の要塞を突破、ミンスクの戦いに参加した後、ネマン川、リダを経由してスモレンスク地域に進軍した。ここで師団はソ連赤軍の最初の反撃に遭遇し大損害を被った。モスクワへの侵攻作戦である「台風作戦」の初め、師団はヤールツェヴォの南にあるドニエプルを横断しヴィヤズマでの戦いに参加しその後、師団はヴォロコラムスク地域の防衛陣地まで前進を続けた。師団はこの防衛拠点を突破しボルガ川に進出することができたが、赤軍の冬の攻勢に遭遇し激しい後方警戒行動の中で、師団はヴォロコラムスクを経由してガーツクに退却しなければならなかったが、その地域に師団は1942年の間とどまることとなる。1943年春、ルジェフでの赤軍の前進を阻止した後、師団はドロゴブーシ東部地域に撤退した。ここでは、8月末までオスマ＝ドニエプル区間で激しい防衛戦が行われた。9月からは、第4軍のスモレンスク南方のスショーシュを越えての退却戦に参加した。プロニャ地区での更なる防衛戦の後、1943年10月末にモギレフ地区に移され、1944年6月まで同地区での陣地戦に参加した。6月22日、赤軍による夏季攻勢の開始時に師団の陣地は突破され、ボブルイスク周辺から西に向かって大きな損失を抱えつつ戦わなければならなかった。7月中旬にピンスクを経由してブレスト・リトフスクに到達し、ここで師団は再編、補充された。その後、師団はブレス・リトフスク地域の防衛を担うことになる。9月からはここでも退却が始まり、師団はモドリンを経由してロザン＝プルトゥスク地域のナレフに戻ってきた。1945年1月中旬から師団は西プロイセン地域に撤退しなければならず、グラウデンツとマリエンブルクを経て師団はディルシャウを通過し、ダンツィヒに入った。師団の一部は船でヘル半島に移送され、終戦時にはそこで降伏することとなった。師団の一部はシュレスヴィヒ＝ホルシュタインに避難させられ、残りの部隊はダンツィヒ近郊で赤軍に投降することとなった。

## 備考

### 作戦地域
| 年     | 月日     | 軍団 (Armee-Korps)                    | 軍 (Armee)                   | 軍集団 (Heeresgruppe)                      | 師団本部       |
| ------ | -------- | ------------------------------------- | ---------------------------- | ------------------------------------------ | -------------- |
| 1939年 | 8月25日  | -                                     | 第7軍 (7. Armee)             | C軍集団 (Heeresgruppe C)                   | オーバーライン |
| 1939年 | 9月18日  | 第25軍団 (XXV. Armeekorps)            | 第7軍 (7. Armee)             | C軍集団 (Heeresgruppe C)                   | オーバーライン |
| 1939年 | 10月22日 | 自由運用 (z. Vfg.)                    | 第7軍 (7. Armee)             | C軍集団 (Heeresgruppe C)                   | オーバーライン |
| 1939年 | 11月5日  | 自由運用 (z. Vfg.)                    | 第6軍 (6. Armee)             | B軍集団 (Heeresgruppe B)                   | ニーダーライン |
| 1939年 | 11月     | 第4軍団 (IV. Armeekorps)              | 第6軍 (6. Armee)             | B軍集団 (Heeresgruppe B)                   | ニーダーライン |
| 1940年 | 1月1日   | 第4軍団 (IV. Armeekorps)              | 第6軍 (6. Armee)             | B軍集団 (Heeresgruppe B)                   | ベルギー       |
| 1940年 | 6月      | 自由運用 (z. Vfg.)                    | -                            | B軍集団 (Heeresgruppe B)                   | フランス       |
| 1940年 | 7月      | 第5軍団 (V.Armeekorps)                | 第9軍 (9. Armee)             | A軍集団 (Heeresgruppe A)                   | 英仏海峡海岸   |
| 1940年 | 7月27日  | 第13軍団 (XIII. Armeekorps)           | 第16軍 (16. Armee)           | A軍集団 (Heeresgruppe A)                   | 英仏海峡海岸   |
| 1941年 | 1月1日   | 第13軍団 (XIII. Armeekorps)           | 第16軍 (16. Armee)           | A軍集団 (Heeresgruppe A)                   | 英仏海峡海岸   |
| 1941年 | 2月21日  | 第23軍団 (XXIII. Armeekorps)          | 第16軍 (16. Armee)           | A軍集団 (Heeresgruppe A)                   | 英仏海峡海岸   |
| 1941年 | 3月25日  | 第37高級司令部 (H.Kdo. z.b.V. XXXVII) | 第16軍 (16. Armee)           | A軍集団 (Heeresgruppe A)                   | 英仏海峡海岸   |
| 1941年 | 4月9日   | 第6軍団 (VI. Armeekorps)              | 第9軍 (9. Armee)             | B軍集団 (Heeresgruppe B)                   | 東プロイセン   |
| 1941年 | 5月19日  | 第5軍団 (V.Armeekorps)                | 第9軍 (9. Armee)             | B軍集団 (Heeresgruppe B)                   | 東プロイセン   |
| 1941年 | 6月22日  | 第5軍団 (V.Armeekorps)                | 第9軍 (9. Armee)             | 中央軍集団 (Heeresgruppe Mitte)            | スモレンスク   |
| 1941年 | 10月     | 第5軍団 (V.Armeekorps)                | 第3装甲集団 (Panzergruppe 3) | 中央軍集団 (Heeresgruppe Mitte)            | ヴャジマ       |
| 1941年 | 11月     | 第5軍団 (V.Armeekorps)                | 第4装甲集団 (Panzergruppe 4) | 中央軍集団 (Heeresgruppe Mitte)            | モスクワ近郊   |
| 1942年 | 1月1日   | 第5軍団 (V.Armeekorps)                | 第4装甲軍 (4. Panzerarmee)   | 中央軍集団 (Heeresgruppe Mitte)            | グジャーツク   |
| 1942年 | 2月5日   | 第9軍団 (IX. Armeekorps)              |                              | 中央軍集団 (Heeresgruppe Mitte)            | グジャーツク   |
| 1942年 | 5月      | 第9軍団 (IX. Armeekorps)              | 第3装甲軍 (3. Panzerarmee)   | 中央軍集団 (Heeresgruppe Mitte)            | グジャーツク   |
| 1943年 | 1月      | 第9軍団 (IX. Armeekorps)              | 第3装甲軍 (3. Panzerarmee)   | 中央軍集団 (Heeresgruppe Mitte)            | グジャーツク   |
| 1943年 | 2月      | 第9軍団 (IX. Armeekorps)              | 第4軍 (4. Armee)             | 中央軍集団 (Heeresgruppe Mitte)            | エリニャ       |
| 1943年 | 11月     | 第12軍団 (XII. Armeekorps)            | 第4軍 (4. Armee)             | 中央軍集団 (Heeresgruppe Mitte)            | モギリョフ     |
| 1944年 | 1月      | 第12軍団 (XII. Armeekorps)            | 第4軍 (4. Armee)             | 中央軍集団 (Heeresgruppe Mitte)            | モギリョフ     |
| 1944年 | 2月      | 第56装甲軍団 (LVI. Panzerkorps)       | 第9軍 (9. Armee)             | 中央軍集団 (Heeresgruppe Mitte)            | バブルイスク   |
| 1944年 | 4月      | 第41軍団 (XXXXI. Armeekorps)          | 第9軍 (9. Armee)             | 中央軍集団 (Heeresgruppe Mitte)            | バブルイスク   |
| 1944年 | 7月      | 第20軍団 (XX. Armeekorps)             | 第2軍 (2. Armee)             | 中央軍集団 (Heeresgruppe Mitte)            | ブレスト       |
| 1945年 | 1月      | 第27軍団 (XXVII. Armeekorps)          | 第2軍 (2. Armee)             | 中央軍集団 (Heeresgruppe Mitte)            | モドリン       |
| 1945年 | 2月      | 第23軍団 (XXIII. Armeekorps)          | 第2軍 (2. Armee)             | ヴァイクセル軍集団 (Heeresgruppe Weichsel) | 西プロイセン   |
| 1945年 | 4月      | 第23軍団 (XXIII. Armeekorps)          | 東プロイセン軍               | ヴァイクセル軍集団 (Heeresgruppe Weichsel) | ダンツィヒ     |

### 戦闘序列
(1936年10月6日)
- 第34歩兵連隊
(Infanterie-Regiment 34)
- 第109歩兵連隊
(Infanterie-Regiment 109)
- 第111歩兵連隊
(Infanterie-Regiment 111)
- 第5機関銃大隊
(Maschinengewehr-Bataillon 5)
- 第35工兵大隊
(Pionier-Bataillon 35)
- 第35砲兵連隊 
(Artillerie-Regiment 35)
- 第71砲兵連隊
(Artillerie-Regiment 71)
- 第35対戦車大隊
(Panzerabwehr-Abteilung 35)
- 第35通信大隊
(Infanterie-Divisions-Nachrichten-Abteilung 35)

(1937年10月12日)
- 第34歩兵連隊
(Infanterie-Regiment 34)
- 第109歩兵連隊
(Infanterie-Regiment 109)
- 第111歩兵連隊
(Infanterie-Regiment 111)
- 第5機関銃大隊
(Maschinengewehr-Bataillon 5)
- 第35工兵大隊
(Pionier-Bataillon 35)
- 第35砲兵連隊 
(Artillerie-Regiment 35)
- 第71砲兵連隊
(Artillerie-Regiment 71)
- 第35観測大隊
(Beobachtungs-Abteilung 35)
- 第35対戦車大隊
(Panzerabwehr-Abteilung 35)
- 第35歩兵師団属通信大隊
(Infanterie-Divisions-Nachrichten-Abteilung 35)

(1939年9月)
- 第34歩兵連隊
(Infanterie-Regiment 34)
- 第109歩兵連隊
(Infanterie-Regiment 109)
- 第111歩兵連隊
(Infanterie-Regiment 111)
- 第5機関銃大隊
(Maschinengewehr-Bataillon 5)
- 第35工兵大隊
(Pionier-Bataillon 35)
- 第35野戦補充大隊
(Feldersatz-Bataillon35)
- 第35砲兵連隊 
(Artillerie-Regiment 35)
- 第71砲兵連隊
(Artillerie-Regiment 71)
- 第35観測大隊
(Beobachtungs-Abteilung 35)
- 第35対戦車大隊
(Panzerabwehr-Abteilung 35)
- 第35偵察大隊
(Aufklärungs-Abteilung 35)
- 第35歩兵師団属通信大隊
(Infanterie-Divisions-Nachrichten-Abteilung 35)

(1944年1月)
- 第34軽歩兵連隊
(Füsilier-Regiment 34)
- 第109擲弾兵連隊
(Grenadier-Regiment 109)
- 第111擲弾兵連隊
(Grenadier-Regiment 111)
- 師団属第35軽歩兵大隊
(Divisions-Füsilier-Bataillon 35)
- 第35砲兵連隊
(Artillerie-Regiment 35)
- 第71砲兵連隊
(Artillerie-Regiment 71)
- 第35工兵大隊
(Pionier-Bataillon 35)
- 第35野戦補充大隊
(Feldersatz-Bataillon35)
- 第35対戦車猟兵大隊
(Panzerjäger-Abteilung 35)
- 第35歩兵師団属通信大隊
(Infanterie-Divisions-Nachrichten-Abteilung 35)
- 第35師団輸送司令部
(Kommandeur der Infanterie-Divisions-Nachschubtruppen 35)